# DKR Engineering
DKR Engineering, kurz DKR, ist ein luxemburgisches Motorsportteam, das im Bereich Gran Turismo aktiv ist und 2010 (als Teil von Mad-Croc Racing) sowie 2011 an der FIA-GT1-Weltmeisterschaft teilnahm. Das Team ist für den Einsatz von Rennversionen der Chevrolet Corvette bekannt.

## Geschichte

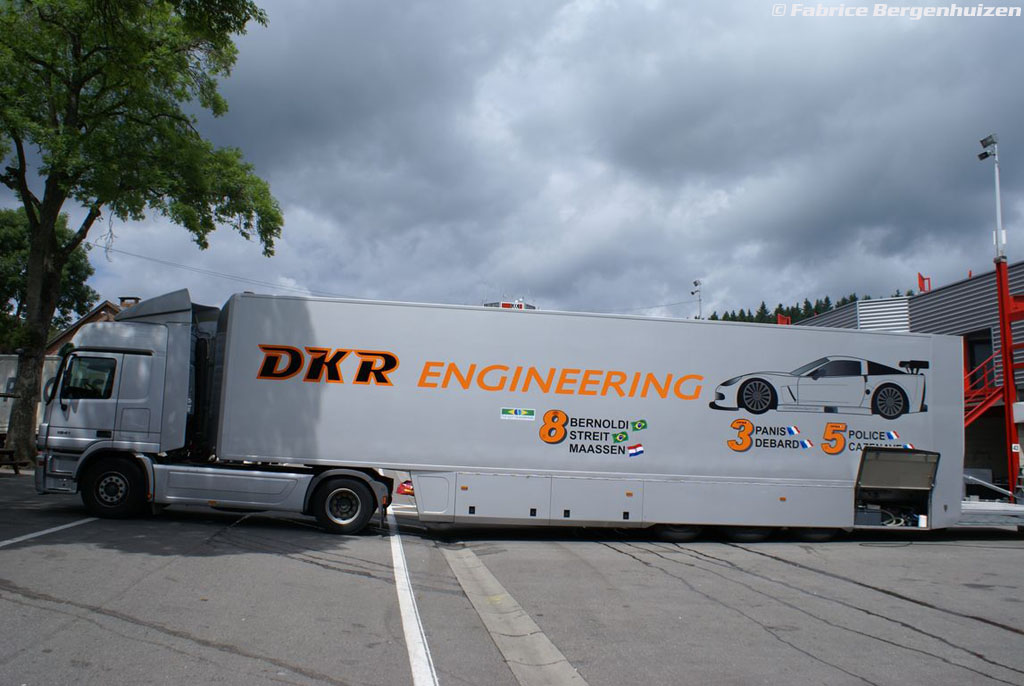
Der Renntransporter von DKR Engineering in Spa-Francorchamps 2009.

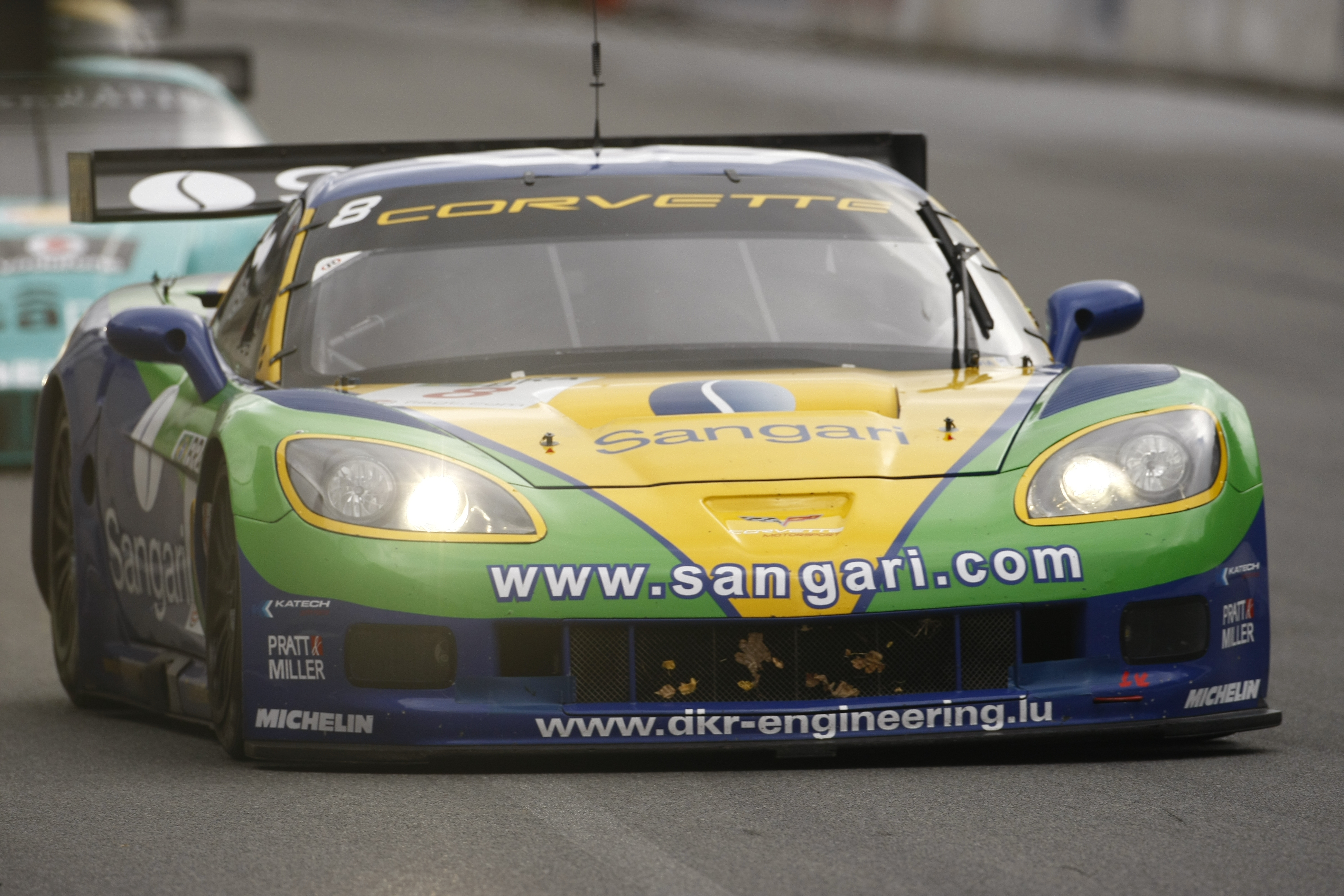
Die Corvette C6.R in den Farben des Sangari Team Brazil im Jahr 2009.

### DKR als Einsatzteam
DKR Engineering wurde im Jahr 2004 von Kendy Janclaes gegründet.
In den Jahren 2006 und 2007 setzte DKR Engineering für das belgische Team PSI Experience verschiedene Corvette-Modelle der Gruppe GT1 ein. In beiden Jahren wurde hauptsächlich in der französischen GT-Meisterschaft gefahren und einige sporadische Einsätze in der FIA GT-Serie absolviert. 2006 bestritt PSI Experience zusätzlich die European Le Mans Series und konnte einen dritten Platz beim 1000-km-Rennen von Spa-Francorchamps als bestes Ergebnis erzielen. Bestes Ergebnis von PSI Experience war ein zweiter Platz beim Lauf der FIA-GT-Meisterschaft auf dem Circuit Paul Ricard im Jahr 2007.
2006 wurde PSI Experience mit einer Corvette C6.R unter Leitung von DKR Engineering beim ersten Start des 24-Stunden-Rennen von Spa-Francorchamps Fünfter. 2007 trat PSI nicht beim 24-Stunden-Rennen in Spa-Francorchamps, sondern bei jenem in Le Mans an. DKR kehrte 2010 nach Le Mans zurück und übernahm den Einsatz einer Corvette unter der Nennung von Luc Alphand Aventures beim 24-Stunden-Rennen.
Nach dem Ende der Gruppe GT1 konnte DKR Engineering seine Corvette-Fahrzeuge nicht mehr verwenden und unterstützte 2012 die Mannschaft von Race Art in der Blancpain Endurance Series und Vita4one in der FIA-GT1-Weltmeisterschaft beim Einsatz von Fahrzeugen des Typs BMW Z4 GT3.

#### DKR als eigenständiges Team
Ab 2008 setzte DKR Engineering unter eigenem Namen die Modelle C5-R und C6.R der GT1-Corvette ein. Das Engagement in der französischen GT Meisterschaft wurde fortgesetzt und weiterhin sporadische Einsätze in der FIA GT-Meisterschaft gefahren.
2009 war das erfolgreichste Jahr in der Geschichte des Teams: Eric Debard wurde Meister des französischen GT-Championats und das Team wurde mit fünf Siegen in der Mannschaftswertung Erster. Beim ersten Saisonrennen der FIA GT-Meisterschaft trat DKR unter eigenem Namen an und erreichte mit Xavier Maassen und Guillaume Moreau den dritten Platz. Nach zwei Rennen Unterbrechung kehrte das Team als Sangari Team Brazil, dem ersten brasilianischen Team in der FIA-GT-Meisterschaft, zurück. Enrique Bernoldi und Roberto Streit waren die zweiterfolgreichste Fahrerpaarung der zweiten Saisonhälfte mit einem Saisonsieg auf dem Circuit Paul Ricard und einem dritten Rang auf dem Hungaroring sowie zwei vierten Plätzen.

#### DKR in der FIA-GT1-Weltmeisterschaft

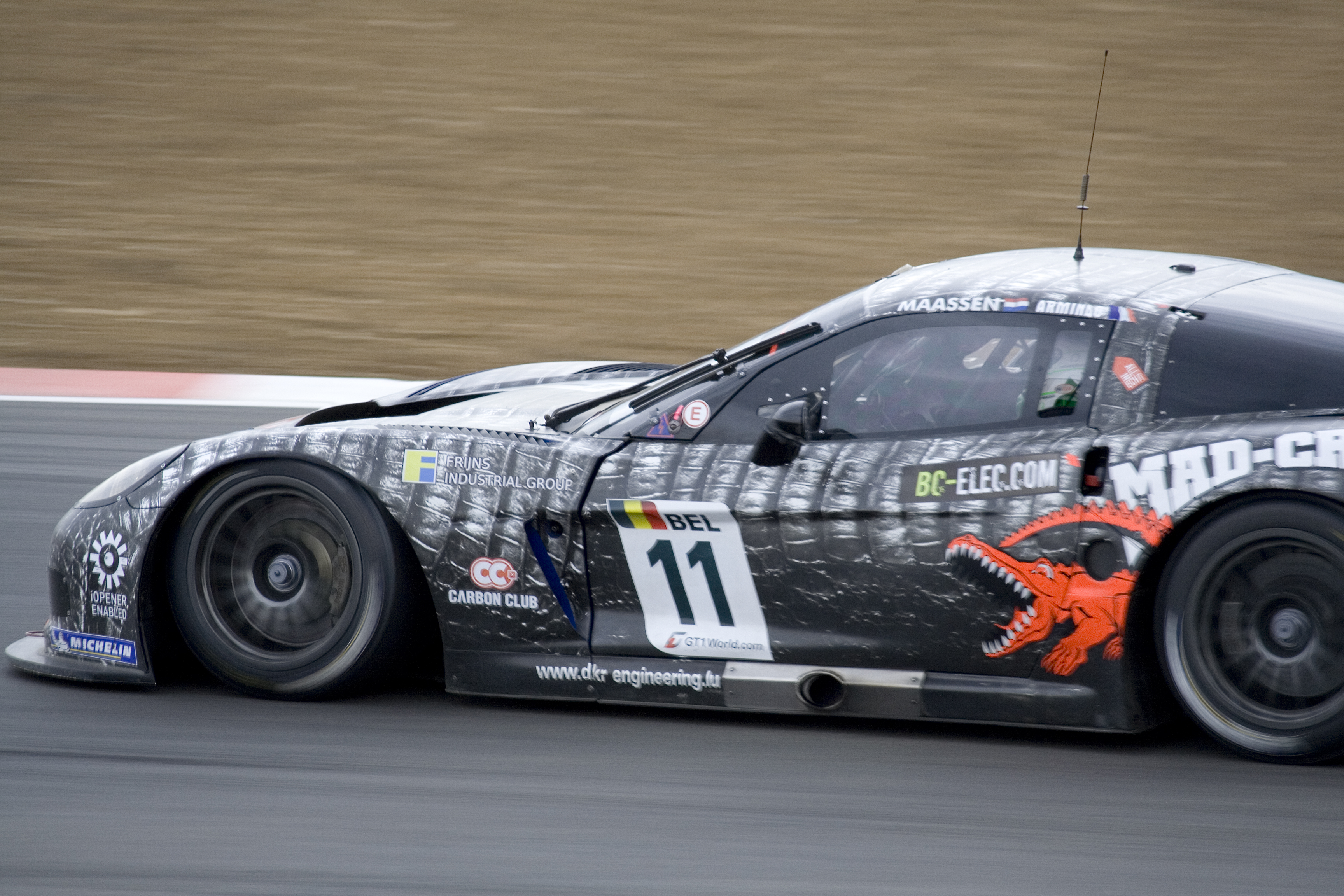
Die Corvette C6.R in den Farben von Mad-Croc Racing in Silverstone 2010.

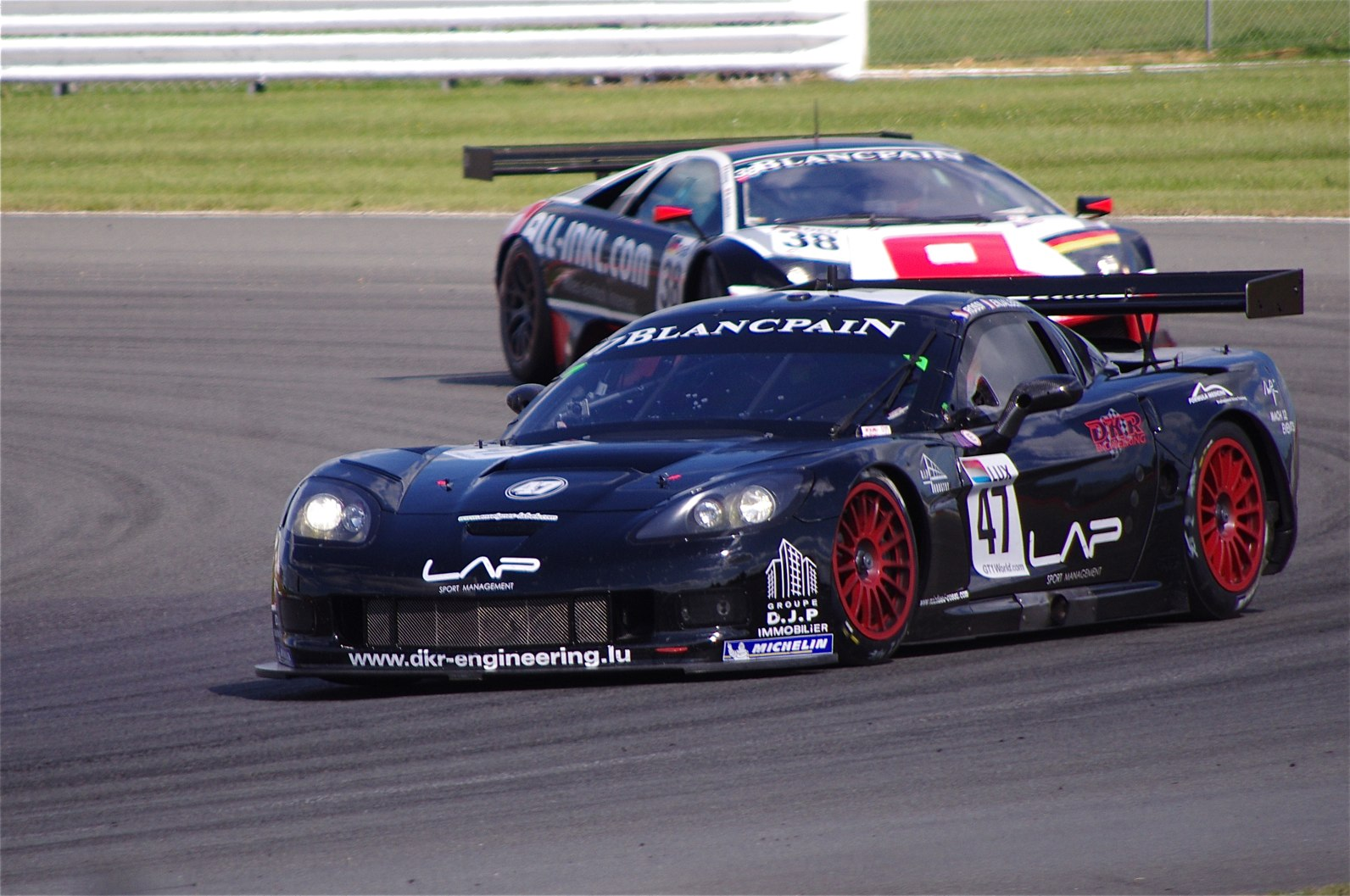
Die DKR-Corvette C6.R von Rossi/Bobbi in Silverstone 2011.

Für die neu ausgeschriebene FIA-GT1-Weltmeisterschaft kooperierte DKR mit dem belgischen Selleslagh Racing Team (SRT), um die vom Reglement vorgeschriebenen zwei Fahrzeuge pro Team stellen zu können. Beide Teams stellten je eine Corvette C6.R der Kategorie GT1 und schrieben sich unter der Nennung Mad-Croc Racing in die Meisterschaft ein. Auf dem Fahrzeug von DKR erreichten die Niederländer Xavier Maassen und Jos Menten in Spa-Francorchamps die einzige Poleposition und den einzigen Sieg des Teams.
2011
Nachdem sich die zweite Lamborghini-Mannschaft Swiss Racing Team vorzeitig aus der Meisterschaft zurückgezogen hatte, setzte DKR mit Unterstützung und Finanzierung von Münnich Motorsport zwei Murciélago LP670 R-SV unter dem Namen DKR www-discount.de ein, um die notwendige Starterzahl bei den verbleibenden Überseerennen zu garantieren. Neben den beiden Lamborghini wurde weiterhin die Corvette C6.R von DKR verwendet – nun zusammen mit der anderen Corvette von SRT unter dem Namen Exim Bank Team China und der entsprechenden Startnummer 12. Schon beim letzten europäischen Lauf in Frankreich war das Fahrzeug in der Lackierung der Exim Bank China an den Start gegangen, blieb aber unter der Nennung von DKR.

## Ergebnisse

### Gran Turismo
2009
- 1. der Mannschaftswertung der französischen FFSA GT Meisterschaft (5 Siege).[13]
- 1. der Fahrerwertung der französischen FFSA GT Meisterschaft mit Eric Debard.
- 6. der Mannschaftswertung der FIA-GT-Meisterschaft als Sangari Team Brazil (1 Sieg; 2 Polepositions).
- 11. der Mannschaftswertung der FIA-GT-Meisterschaft.

2010
- Disqualifiziert in der Mannschaftswertung der FIA-GT1-Weltmeisterschaft als Mad-Croc Racing.

2011
- Disqualifiziert in der Mannschaftswertung der FIA-GT1-Weltmeisterschaft.

### FIA-GT1-Weltmeisterschaft
| 2010 | Mad-Croc Racing      | Corvette    | 11 | 14  | 10 | 12 | 11  | 5  | 15  | 4   | 6  | 1  | DNF | 18  | 18  | 7   | 14  |     |     | 19  | 20  | DNA | DNA | — | — |
| 2010 | Mad-Croc Racing      | Corvette    | 12 | DNF | 15 | 13 | 14  | 19 | 12  | 19  | 19 | 18 | 17  | 15  | 23  | 17  | 16  | 15  | DNF | 18  | 19  | DNS | DNS | — | — |
| 2011 | Exim Bank Team China | Corvette    | 11 | 7   | 10 | 2  | 5   | 9  | 9   | DNF | 6  | 3  | 3   | DNF | DNF | DNF | DNF | DNF | 12  | 14  | 11  | 1   | 1   | — | — |
| 2011 | Exim Bank Team China | Corvette    | 12 |     |    |    |     |    |     |     |    |    |     |     |     |     |     | 15  | 16  | 8   | 5   | 11  | DNF | — | — |
| 2011 | DKR Engineering      | Corvette    | 47 | DNF | 13 | 9  | DNF | 15 | DNF |     |    | 9  | DNF | 8   | 7   | 8   | 10  |     |     |     |     |     |     | — | — |
| 2011 | DKR Engineering      | Corvette    | 48 |     |    |    |     |    |     |     |    |    |     |     |     |     |     |     |     |     |     |     |     | — | — |
| 2011 | DKR www-discount.de  | Lamborghini | 47 |     |    |    |     |    |     |     |    |    |     |     |     |     |     | 12  | 15  | 13  | 9   | 9   | 2   | — | — |
| 2011 | DKR www-discount.de  | Lamborghini | 48 |     |    |    |     |    |     |     |    |    |     |     |     |     |     | 14  | 13  | DNF | DNF | 13  | DNF | — | — |

| Legende  | Legende            | Legende                                                          |
| Farbe    | Abkürzung          | Bedeutung                                                        |
| -------- | ------------------ | ---------------------------------------------------------------- |
| Gold     | –                  | Sieg                                                             |
| Silber   | –                  | 2. Platz                                                         |
| Bronze   | –                  | 3. Platz                                                         |
| Grün     | –                  | Platzierung in den Punkten                                       |
| Blau     | –                  | Klassifiziert außerhalb der Punkteränge                          |
| Violett  | DNF                | Rennen nicht beendet (did not finish)                            |
| Violett  | NC                 | nicht klassifiziert (not classified)                             |
| Rot      | DNQ                | nicht qualifiziert (did not qualify)                             |
| Rot      | DNPQ               | in Vorqualifikation gescheitert (did not pre-qualify)            |
| Schwarz  | DSQ                | disqualifiziert (disqualified)                                   |
| Weiß     | DNS                | nicht am Start (did not start)                                   |
| Weiß     | WD                 | zurückgezogen (withdrawn)                                        |
| Hellblau | PO                 | nur am Training teilgenommen (practiced only)                    |
| Hellblau | TD                 | Freitags-Testfahrer (test driver)                                |
| ohne     | DNP                | nicht am Training teilgenommen (did not practice)                |
| ohne     | INJ                | verletzt oder krank (injured)                                    |
| ohne     | EX                 | ausgeschlossen (excluded)                                        |
| ohne     | DNA                | nicht erschienen (did not arrive)                                |
| ohne     | C                  | Rennen abgesagt (cancelled)                                      |
| ohne     | keine WM-Teilnahme |                                                                  |
| sonstige | P/fett             | Pole-Position                                                    |
| sonstige | 1/2/3/4/5/6/7/8    | Punktplatzierung im Sprint-/Qualifikationsrennen                 |
| sonstige | SR/kursiv          | Schnellste Rennrunde                                             |
| sonstige | *                  | nicht im Ziel, aufgrund der zurückgelegten Distanz aber gewertet |
| sonstige | ()                 | Streichresultate                                                 |
| sonstige | unterstrichen      | Führender in der Gesamtwertung                                   |

1. ↑  DKR Engineering setzte nur das Fahrzeug mit der Startnummer 11 ein. Das andere Fahrzeug wurde von SRT eingesetzt.
2. ↑  Mad-Croc Racing wurde aus der Teamwertung ausgeschlossen, da das Team beim Saisonfinale nur noch mit einem Fahrzeug an der FIA-GT1-Weltmeisterschaft teilnahm.
3. ↑  DKR setzte die Corvette mit der Startnummer 12 nur an den letzten drei Rennwochenenden als Exim Bank Team China zusammen mit SRT ein.
4. ↑  Das Exim Bank Team China wurde aus der Teamwertung ausgeschlossen, da das Team zu Saisonbeginn nur mit einem Fahrzeug an der FIA-GT1-Weltmeisterschaft teilnahm.
5. ↑  DKR Engineering wurde aus der Teamwertung ausgeschlossen, da das Team zu Saisonbeginn nur mit einem Fahrzeug an der FIA-GT1-Weltmeisterschaft teilnahm.
6. ↑  DKR Engineering kooperierte mit Münnich Motorsport, um bei den Überseerennen in China und Argentinien zwei Lamborghini einzusetzen.
7. ↑  DKR Engineering wurde aus der Teamwertung ausgeschlossen, da das Team zu Saisonbeginn nur mit einem Fahrzeug an der FIA-GT1-Weltmeisterschaft teilnahm.

## Galerie

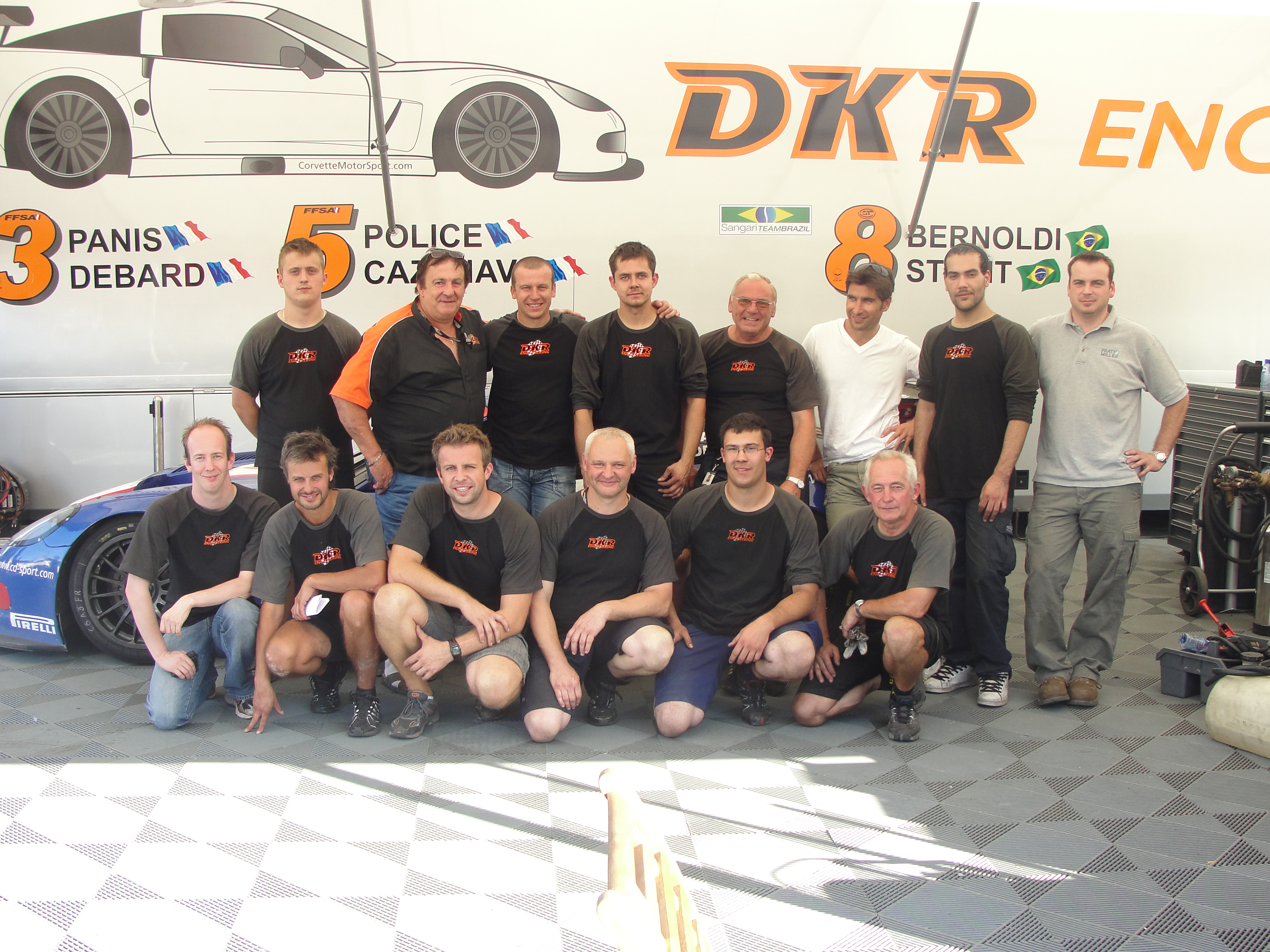
Das Einsatzteam von DKR Engineering im Jahr 2009.
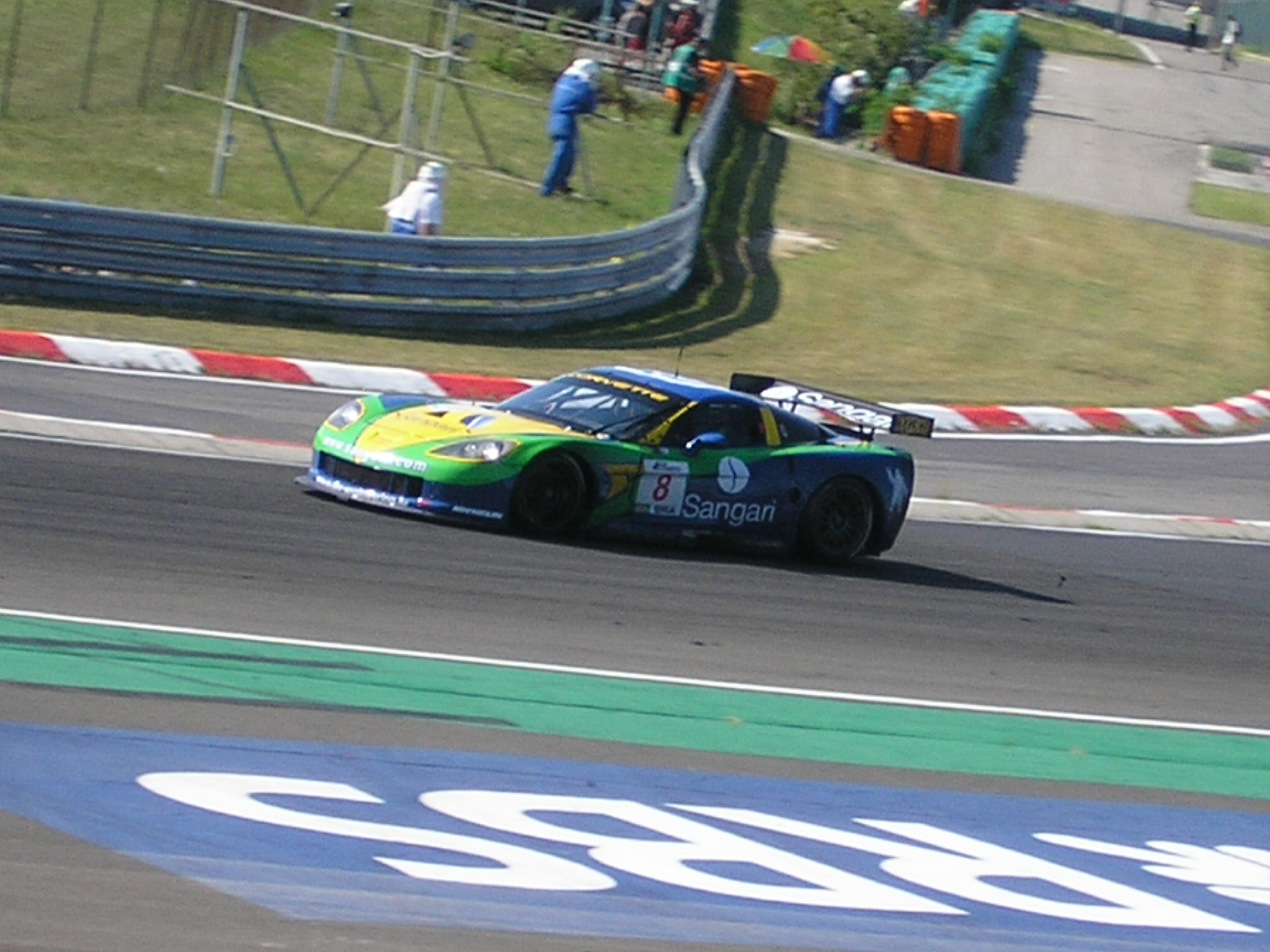
Die Corvette C6.R in den Farben des Sangari Team Brazil im Jahr 2009.
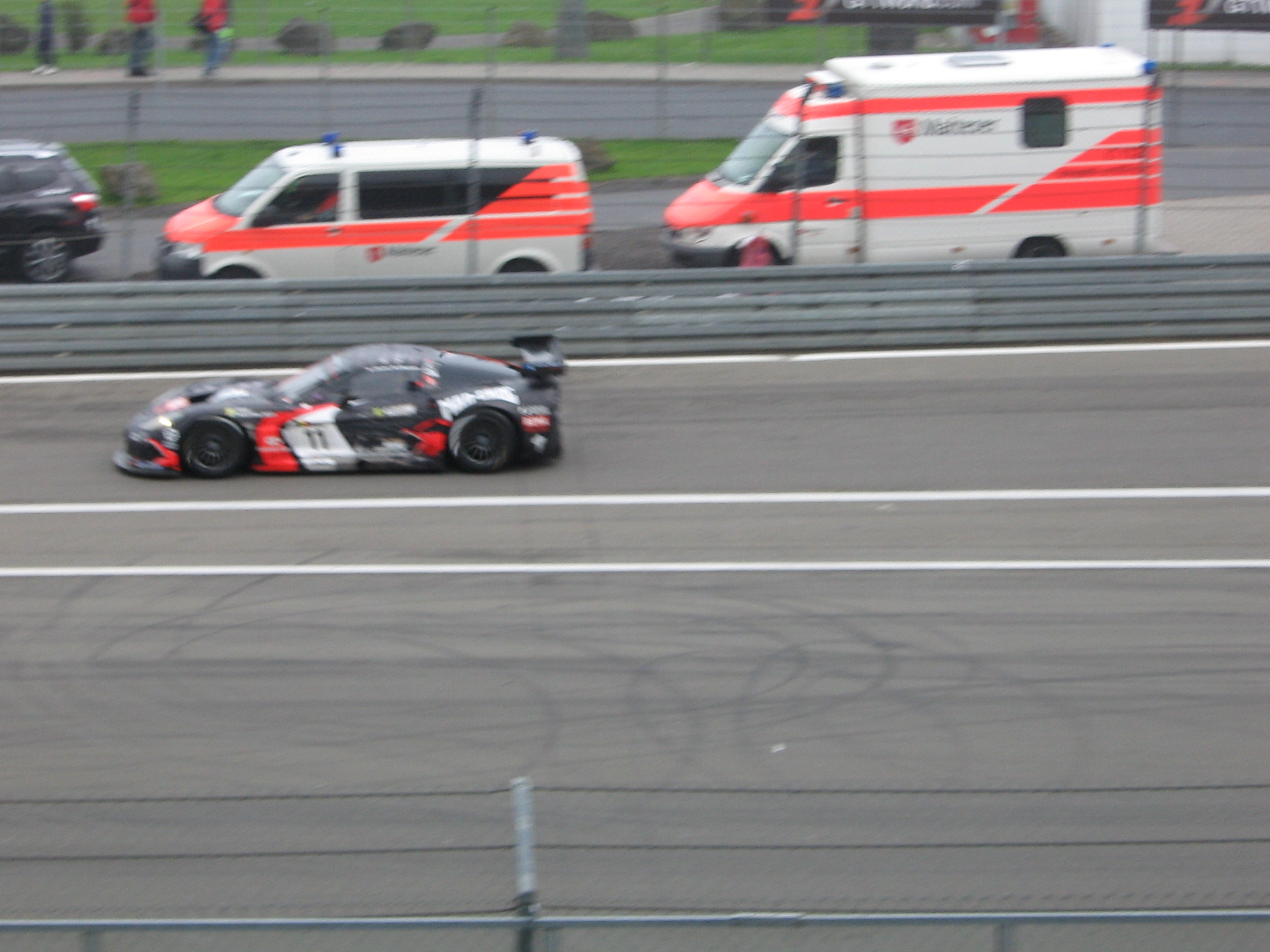
Die Corvette C6.R in den Farben von Mad-Croc Racing am Nürburgring 2010.
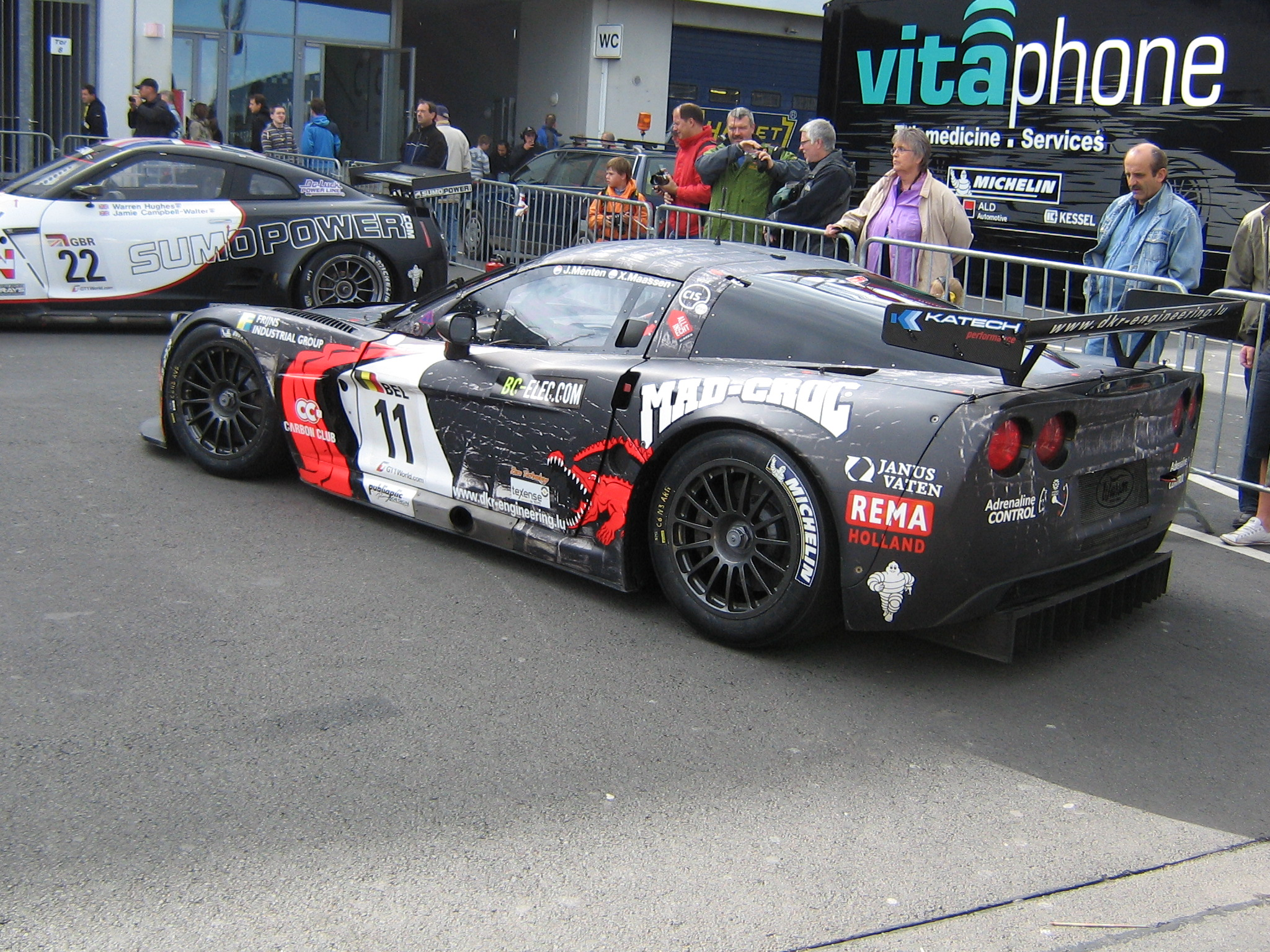
Die Corvette C6.R von Maassen/Menten im Parc fermé am Nürburgring.
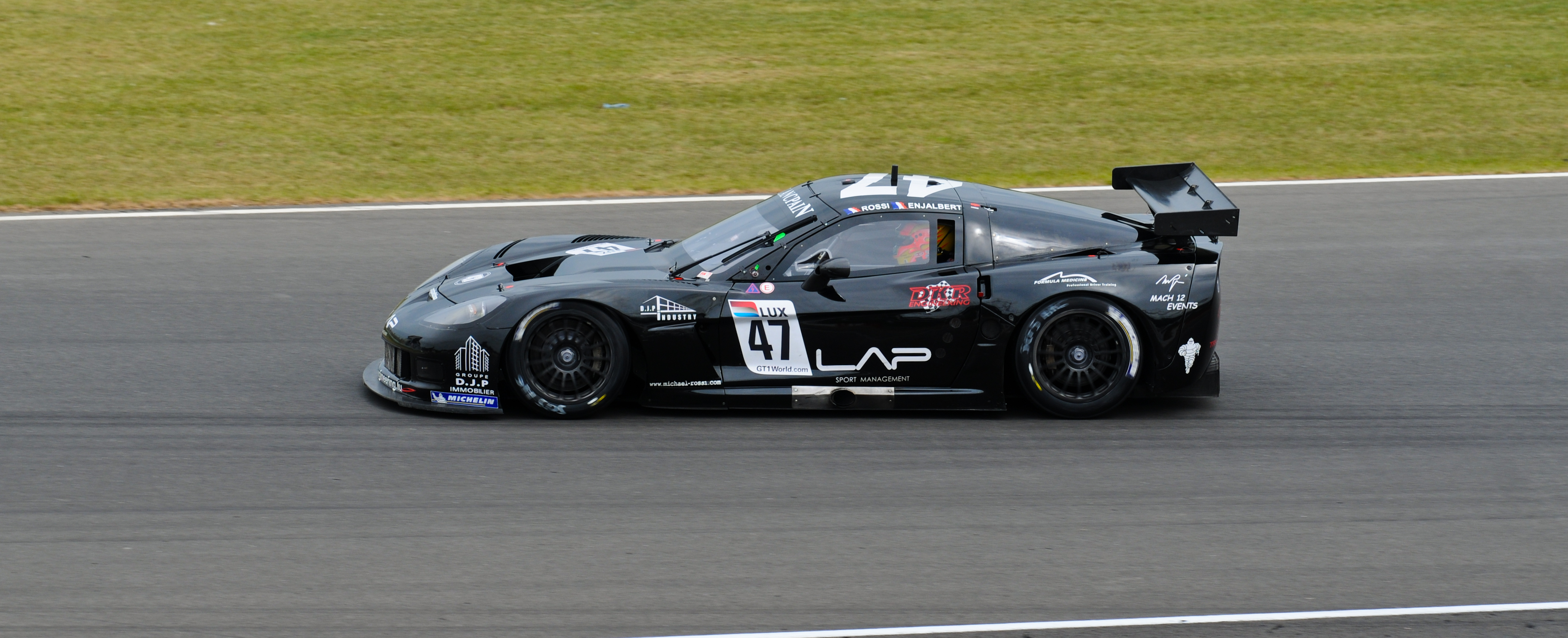
Die DKR-Corvette C6.R von Rossi/Bobbi in Silverstone 2011.